# Vigna benuensis
Vigna benuensis är en ärtväxtart som beskrevs av Pasquet och Marechal. Vigna benuensis ingår i släktet vignabönor, och familjen ärtväxter. Inga underarter finns listade i Catalogue of Life.